# Trinley Gyatso
Trinley Gyatso (Tibete, 26 de janeiro de 1857 – Lassa, 25 de abril de 1875) foi o 12º Dalai-lama do Tibete.

## Vida
Sua curta vida coincidiu com um período de grande agitação política e guerras entre os vizinhos do Tibete. O Tibete sofreu particularmente com o enfraquecimento da Dinastia Qing, que anteriormente lhe dava algum apoio contra o Império Britânico, que pretendia influenciar o Tibete como uma expansão de sua colonização da Índia.
Ele foi reconhecido como uma reencarnação do Dalai Lama em 1858 e entronizado em 1860. Durante seu período de treinamento quando criança, o Tibete proibiu os europeus de entrar no país por causa das guerras que a Grã-Bretanha estava travando contra Sikkim e Butão, ambos controlados para um grau considerável pelos lamas em Lhasa. Essas guerras eram vistas como esforços para colonizar o Tibete – algo visto como inaceitável pelos lamas. Além disso, com os missionários ameaçando entrar no Tibete pelos rios Mekong e Salween, os tibetanos tentaram enfatizar a autoridade da Dinastia Qing sobre o Tibete na década de 1860.
Trinley Gyatso foi totalmente entronizado como Dalai Lama em 11 de março de 1873, mas não pôde carimbar sua autoridade total no Tibete porque morreu de uma doença misteriosa em 25 de abril de 1875.
"Durante o período de curta duração dos Dalai Lamas - da nona à décima segunda encarnações - o Panchen foi o lama do momento, preenchendo o vazio deixado pelos quatro Dalai Lamas que morreram em sua juventude."